# Huang Xiaomin
Huang Xiǎomǐn (黃曉敏T, 黄晓敏S, Huáng XiǎomǐnP; Qiqihar, 14 aprile 1970) è un'ex nuotatrice cinese, specializzata nella rana, vincitrice della medaglia d'argento nei 200 m rana alle Olimpiadi di Seul 1988.

## Biografia
Esordì a livello internazionale ai Giochi asiatici di Seul, ottenendo a 16 anni la medaglia d'oro nei 100 metri rana con il record dei campionati di 1'12"70. L'anno seguente, ai Campionati Panpacifici di Brisbane, vinse la medaglia d'argento nei 200 m rana e la medaglia di bronzo nei 100 m rana e nella staffetta 4x100 m misti.
Ai Giochi Olimpici di Seul 1988 vinse la medaglia d'argento nei 200 metri rana con 2'27"49.

## Palmarès
- Olimpiadi

Seul 1988: argento nei 200 metri rana.
- Campionati Panpacifici

Brisbane 1987: argento nei 200 m rana e bronzo nei 100 m rana e nella staffetta 4x100 m misti.
- Giochi asiatici

Seul 1986: oro nei 100 metri rana.
- Vincitore della Coppa del Mondo di rana nel 1993